# Eugen Bolz
Eugen Anton Bolz (15. december 1881 i Rottenburg am Neckar – 23. januar 1945) var en tysk politiker og modstandsmand. Han var en del af 20. juli-attentatet mod Adolf Hitler, og blev dømt til døden af Volksgerichtshof (folkedomstolen). Bolz blev halshugget i Plötzensee i Berlin den 23. januar 1945.